# Đồi Caelius
Đồi Caelian (/ˈsiːliən/; tiếng Latinh: Collis Caelius; tiếng Ý: Celio [ˈtʃɛːljo]; tiếng Anh: Caelian Hill) là một trong Bảy ngọn đồi La Mã. Trên đồi có một số tài sản thuộc quyền sở hữu của Tòa Thánh Vatican, trong đó có Cung điện Lateran và Tổng lãnh vương cung thánh đường Thánh Gioan Latêranô, được liệt kê vào nhóm Các tài sản của Toà Thánh nằm ngoài lãnh thổ và được hưởng những quy chế tương tự như các Đại sứ quán nước ngoài trên lãnh thổ của Ý.

## Địa lý

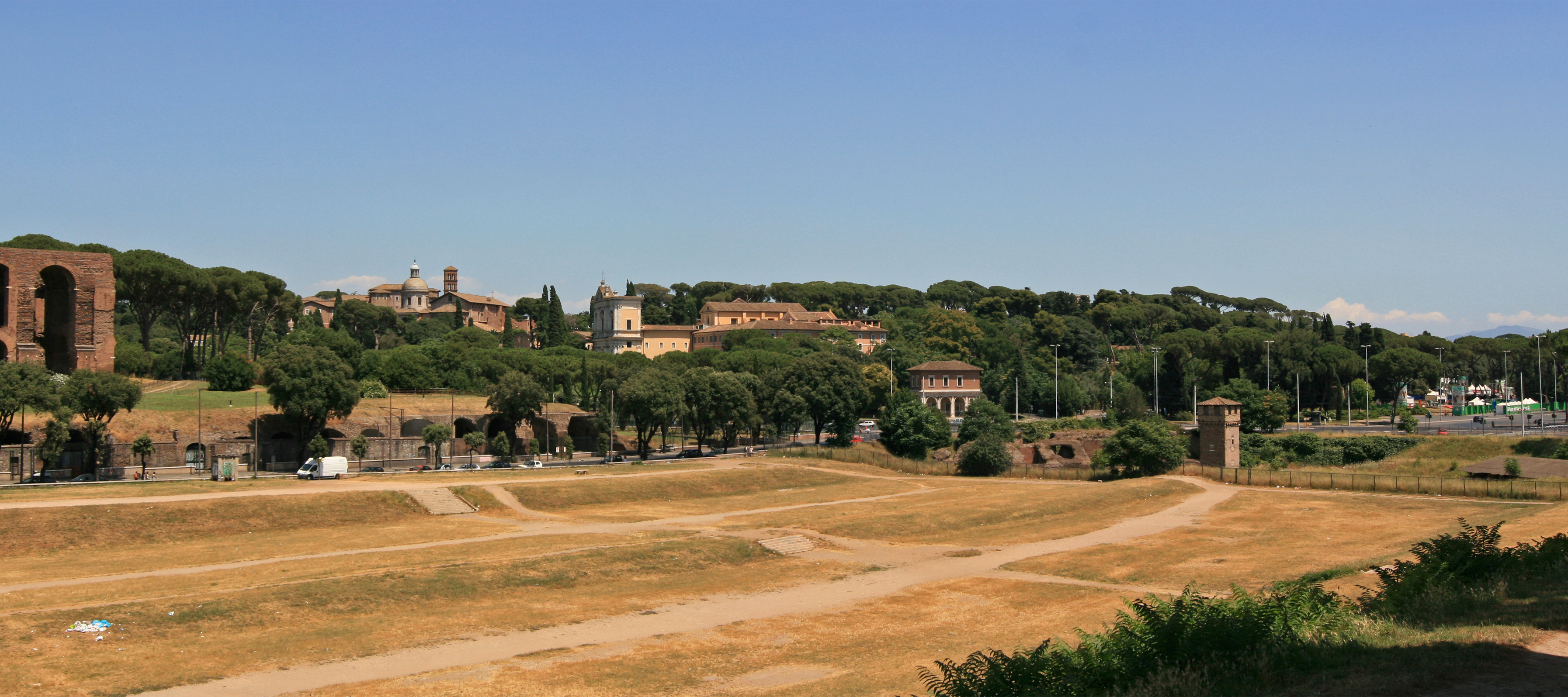
Đồi Caelian nhìn từ Đồi Aventine.

Đồi Caelian là một mỏm đất dài khoảng 2 km (1,2 mi), rộng 400 m (0,25 mi) đến 500 m (0,31 mi) và cao 50 m (160 ft) trong công viên gần Đền Claudius.  Ngọn đồi nhìn ra một cao nguyên, nơi hình thành các ngọn đồi Esquiline, Viminal và Quirinal.
Caeliolus (cũng là Caeliculus hay Caelius Minor) tương ứng với một phần của ngọn đồi, có thể là phần ở cực Tây, hướng tới thung lũng có Đấu trường La Mã, hoặc phần hiện là nơi toạ lạc của Vương cung thánh đường Santi Quattro Coronati.